# APOGEE
APOGEE（アポジー）は、日本のバンドである。所属レコード会社はビクターエンタテインメント。名称は、ボーカルの永野の好みでアルファベットの「A」から始まる名前を探している中、目をつぶって辞書を指した場所に「APOGEE」が含まれていたのがきっかけで命名された。「最高点」「頂点」という意味がバンドのイメージと合致したという。
『夜間飛行』のジャケットに始まり、PVやウェブサイトでは必ずといって良い程鹿が登場する。またライブ時に大城が弾くシンセサイザーの上に地球儀が置いてあり、この2つがイメージアイテムになりつつある。
毎回PVは手の込んだ作品となっており注目を集めている。また『Just a Seeker's Song』で登場したキャラクターはその後の楽曲PVに登場したりグッズ化されるなど、APOGEE特有の存在として定着した。
ウェブサイトは毎回発売されるCDにあわせたデザインに変更されている（インディーズ時代の『Preview』も含む）。
メンバー全員の趣味は全く異なるが、音を通して互いの良さや考え方に対して理解を深めていくという。この過程が常にAPOGEEの音作りの根底にある。特定の作詞作曲担当はおらず、良い物・人に訴えられる物になれば元は誰でもいいというスタンスである。曲に対して4人の意思が一致した時に「完成」となる。

## 来歴
- 2001年
夏、元々大学のサークルで知り合いであった永野亮と間野航がバンドを結成。フレーミング・リップスなどのコピーを中心に活動する中、デモテープを聴かせた事などがきっかけで同サークルの大城嘉彦が加入する。その後、ベーシスト募集の張り紙[8]をした際の唯一の応募者である内垣洋祐を加え、正式結成となった[9][10]。2003年より本格的に活動を開始。
- 2004年
1月にコンピレーションアルバム『GUT1+1』（フォーライフミュージックエンタテイメント）に坂本龍一らと共に参加し、注目を集める。同年9月に1st マキシシングル『Preview』（Colla Disc）をリリース。
- 2006年
2月にマキシシングル『夜間飛行』でメジャーデビューを果たす。後にシングル2枚と初のアルバム「Fantastic」を発表。各方面から高い評価を得る[9]。COUNTDOWN JAPAN初出演（以降3年連続）。
- 2007年
7月に約8ヶ月ぶりとなるシングル「Just a Seeker's Song」を発売。SUMMER SONIC'07初出演。11月には5thSingle「アヒル」を発売する。また、10月から大城嘉彦がMCを務めるラジオ番組「桃源郷立大城図書館」が放送開始。
- 2008年
1月16日に2ndAlbum「Touch in Light」を発売。3月からは初の全国ツアー「APOGEE presents Touchi in Light TOUR 2008」を開催。3月27日の渋谷CLUB QUATTRO（Sold Out）は、MUSIC-ON!TV『Asahi Super Dry presents The Live』で全国生中継される。3月29日に大城嘉彦のラジオ番組「桃源郷立大城図書館」が放送終了。それに伴い、4月5日より永野亮がMCの新番組「うたうながのギター」（略してう・な・ぎ）を放送開始。当番組の企画から、業界初のカバー曲12週連続限定配信をスタート（厳密には13週連続。最後にオリジナル楽曲「スプリング・ストレンジャー（Acoustic Ver.）」を配信）。夏には初のROCK IN JAPAN FES.2009に出演。
- 2009年
3月25日 TOWER RECORDS限定シングル『スプリング・ストレンジャー』リリース。即、完売。6月3日 3rd Album「夢幻タワー」リリース。またアルバムのリリースを受け「APOGEE LIVE TOUR 2009 “ 夢幻タワー ”」を開催予定。
- 2013年
10月20日、代官山UNITで約3年ぶりとなるワンマンライブを行う。ニューシングル『FALL INTO THE SLY』の会場限定盤（ジャケットが緑）も販売。
- 2019年
3月1日 APOGEE LIVE『CHRONICLE』＠渋谷QUATTROをもって、ベースの内垣洋祐が海外移住のため脱退。

## メンバー
永野亮 （ながの りょう 1979年10月23日（45歳） - ）ボーカル、ギター担当。
- 広島県出身。
- ニックネームは「コパチ」、サインは「cpty」と表記する（名付け親はyoheyOKAMOTO[12]）。
- ビンジョウバカネ（現在活動休止中）のメンバーでもある。
- NOKKO&GOに楽曲提供をする等、ソングライターとしても活動。
- リーダーと言う肩書きは無いが、メディア出演は他のメンバーよりも多い。
- リスペクトしている歌手はマイケル・ジャクソンと プリンス。プリンスのファンクラブに入っていた。[13][14]。
- ギターを始める前はヴァイオリンを弾いていた。
- 身長161センチ[14]。同メンバーの大城と間野は、過去に「身長が180センチ位あったら、永野は音楽ではなく普通にモテる道に進んでいたのでは」と話した事があるという[10]。
- 自身がMCを務めるラジオ番組「うたうながのギター」(K-MIX)で、他アーティストの曲をカバー（通称「うなぎのカバ焼き」）。一部がiTunesで配信された。
- 2022年３月10日、いきものがかり・水野良樹のソロプロジェクト・HIROBAの楽曲「幸せのままで、死んでくれ」に参加。

間野航（まの わたる 1978年6月29日（47歳） - ）ドラムス、コーラス担当。
- 岡山県出身。
- ニックネームは「間野ちゃん」、サインは「Mano」と表記する。
- 元々ギタリストだったが、サークル時代にたまたま叩いたドラムの評価がそこそこ良かった為ドラマーに転向した[15]。
- 元Throwcurveメンバー（2002年8月脱退）。
- 所属当時、レコード会社新人開発担当者からの「就職は考えているか」との質問に対し「ロックに就職です!!」と答えた事がある[16]。
- 好きなミュージシャンはニルヴァーナ、ロバート・ジョンソン、ザ・クラッシュ、ブルーハーツなど。
- カマキリが大嫌いである。

大城嘉彦（おおしろ よしひこ 1979年7月14日（45歳） - ）シンセサイザー、ギター、コーラス担当。
- 静岡県出身。
- メンバー（特に永野）からは「オッシー」と呼ばれている。サインは「Oscillo」と表記する。
- 使用シンセサイザーは「Nord Lead 2」（clavia）で、メーカー国に因んだのか「スウェーデン人とのクオーター」と自称する事がある[17][18]。
- 影響を受けたミュージシャンはウィーザー。
- 幼少時からリスナー志向であり、レンタルショップでシングルCDを1位から10位までとりあえず借りて聴いていたという[10]。
- お笑いの大ファンで、特にラーメンズがお気に入りとのこと。
- APOGEE結成前はギタリストだった。
- APOGEE以外では、AYUSE KOZUEのシングル『eyes to eyes』にシンセサイザーで参加している。
- 2009年、春秋シーズンの東京コレクションにモデルとして出演。
- 現在 ELLE ONLINEにて初のblog大城嘉彦の『森の箱庭』執筆中。
- 永野の担当する番組の開始以前に、「桃源郷立大城図書館」のパーソナリティを務めていた。独特の無機質な語り口調が特徴であった。

### 元メンバー
内垣洋祐（うちがき ようすけ 1974年9月26日（50歳） - ）ベース、コーラス担当。
- 大阪府出身。
- ニックネームは「ウッティー」、サインは「Joosk」と表記する。
- KOMEのメンバーでもあり、こちらではウッドベースを用いる（KOME名義での活動は2007年12月29日で終了[19]）。
- 一般企業への就職や、舞台俳優として活動した時期を経て、最終的に音楽へと進んでいる[20]。
- サイモン&ガーファンクルとビートルズ、ベーシストとしては、レイ・ブラウン、ジェームス・ジェマーソンをリスペクトする人物として挙げている。
- 常に マタタビの粉末を持ち歩いている事をインタビューで明かす[21]などかなりの猫好きであり、自身も「コメ」という白猫を飼っている[22]。

永野、間野、大城の三人は慶應義塾大学出身。内垣は上智大学出身。

## サポートメンバー
森ゆに キーボード担当。
- KOMEのメンバーでもある。
- 慶應義塾大学出身。永野らと同じサークルで2年後輩にあたる[23]。
- 2008年10月11日をもって、サポートメンバーを脱退。以降ソロ活動を行う。

## 作品

### フリーダウンロード
公式サイト上で無料配布された。2021年8月現在ダウンロード不可。
1. Time To Synchronize(2010年10月)
2. Fallin'(2011年1月)  Fallin'のみ歌詞が掲載されていた。(Internet Archive - Tue, 15 Mar 2011 00:00:59 GMT)

### 配信限定
ラジオ番組「うたうながのギター」の弾き語り企画が概ね好評だった事から、様々なアーティストの曲のカバーを12週連続で、翌週にソロ名義でオリジナル曲を配信した。2009年に配信限定でリリース。2022年10月15にサブスクリプション解禁。（紹介ページ）
1. A Perfect Sky(BONNIE PINK)
2. 少年時代(井上陽水)
3. FIRST LOVE(宇多田ヒカル)
4. いかれたBABY(フィッシュマンズ)
5. 笑えれば(ウルフルズ)
6. 楓(スピッツ)
7. 恋に落ちたら](Crystal Kay)
8. Hello, my friend(松任谷由実)
9. ラブ・ストーリーは突然に(小田和正)
10. 恋は桃色(細野晴臣)
11. クリスマス・イブ(山下達郎)
12. 美しく燃える森(東京スカパラダイス・オーケストラ)
13. スプリング・ストレンジャー（永野 亮 from APOGEE）

## タイアップ一覧
| 使用年 | 曲名         | タイアップ                                                                    |
| ------ | ------------ | ----------------------------------------------------------------------------- |
| 2006年 | 夜間飛行     | TBS系『COUNT DOWN TV』2006年3月度エンディングテーマ                           |
| 2006年 | グッド・バイ | TBS『ママアナのデジ@缶』エンディングテーマ                                    |
| 2007年 | アヒル       | テレビ朝日系『業界技術狩人 ギョーテック』2007年10月～12月度エンディングテーマ |

## 主なライブ

### ワンマンライブ・主催イベント
永野亮ソロワンマン
- 2012年6月18日 - 「はじめよう」インストアイベント
- 2012年6月24日・8月31日・10月19日・12月2日・7日 - 永野亮 2012 ワンマンライブ 「はじめよう」

### 出演イベント
- 2004年10月23日 - MINAMI WHEEL 2004
- 2005年03月29日 - グッドーモーニングオーサカ
- 2005年10月22日 - MINAMI WHEEL 2005
- 2005年11月04日 - 東京コントロール Vol.3
- 2006年07月23日 - ウドー・ミュージック・フェスティバル
- 2006年08月27日 - スペースシャワー列伝 第61巻 ～噛噛(カムカム)の宴～
- 2006年10月06日 - MINAMI WHEEL 2006
- 2006年12月20日 - McDonald's TOKYO REAL-EYES presents LIVE SUPERNOVA Vol.18
- 2006年12月31日 - COUNTDOWN JAPAN 06/07
- 2007年06月29日 - 夢チカLIVE VOL.30
- 2007年08月12日 - SUMMER SONIC 2007
- 2007年12月05日 - 9mm Parabellum Bullet Termination Tour 07
- 2007年12月30日 - COUNTDOWN JAPAN 07/08
- 2008年08月03日 - ROCK IN JAPAN FESTIVAL 2008
- 2008年08月16日 - TREASURE05X 2008 ～screaming triangle 1st day～
- 2008年09月11日 - RADIO BERRY 15th ANNIVERSARY ベリテンライブ2008
- 2008年12月30日 - COUNTDOWN JAPAN 08/09
- 2009年08月01日 - ROCK IN JAPAN FESTIVAL 2009
- 2010年12月30日 - LIVE DI:GA JUDGEMENT 2010
- 2012年04月26日 - ウォッチングザスカイ present MUSIC FOR LIFE IN DUO(永野のみ)
- 2012年08月18日 - SUMMER SONIC 2012(永野のみ)
- 2012年08月24日 - Slow Music Slow LIVE '12 in 池上本門寺(永野のみ)
- 2012年10月06日 - MEGA☆ROCKS 2012(永野のみ)
- 2012年10月14日 - MINAMI WHEEL 2012(永野のみ)
- 2012年11月13日 - LIVE! TOWER RECORDS×mona records Presents"オトナトーン"(永野のみ)
- 2013年04月12日 - Prague「3rd Album『ある篝火について』Release Live 2Days at 下北沢GARAGE」(大城のみ)
- 2013年06月07日 - TONE FLAKES Vol.46(永野のみ)
- 2014年07月12日 - LIVE FACTORY 2014
- 2014年08月24日 - APOGEE x group_inou LIQUIDROOM 10th ANNIVERSARY
- 2016年07月31日 - Reborn-Art Festival 2016 × ap bank fes 2016

## レギュラー出演

### ラジオ
- 桃源郷立大城図書館(2007年10月6日〜2008年3月29日。毎週土曜深夜24:00～25:00、静岡エフエム放送。MC：大城嘉彦）
- うたうながのギター（2009年4月5日～、毎月第1日19:00～20:00、静岡エフエム放送。MC：永野亮。 以前は、2008年4月5日〜2009年3月28日まで土曜深夜24:00～25:00でに放送していた)